# Nestervarka, Tulciîn
Nestervarka (în ucraineană Нестерварка) este un sat în comuna Kînașiv din raionul Tulciîn, regiunea Vinnița, Ucraina.

## Demografie
Componența lingvistică a localității Nestervarka
     Ucraineană (96,65%)
     Rusă (2,14%)
     Alte limbi (1,09%)
Conform recensământului din 2001, majoritatea populației localității Nestervarka era vorbitoare de ucraineană (96,65%), existând în minoritate și vorbitori de rusă (2,14%).